# Hilary Onek
Hilary Obaloker Onek, född 5 maj 1948, är en ugandisk ingenjör och politiker. Han är nuvarande minister med ansvar för flyktingfrågor och nödhjälp (engelska: Minister for Relief, Disaster Preparedness and Refugees), en tjänst han utnämndes till den 27 maj 2013.. Innan dess var han energiminister från den 16 februari 2009 till den 27 maj 2011, och innan dess var han jordbruks- och fiskeminister (2006-2009). Han är parlamentsledamot och representerar Lamwo County, Lamwo District, och valdes in i parlamentet för första gången 2001.